# Psapharochrus griseomaculatus
Psapharochrus griseomaculatus là một loài bọ cánh cứng trong họ Cerambycidae.